# Reginald Tyrwhitt
Sir Reginald Tyrwhitt /ˈtɪrɪt/ (10. května 1870 – 30. května 1951) byl britský admirál v první světové válce. Během první části války byl velitelem lehkých jednotek umístěných v Harwichi na východním pobřeží Anglie.
Do Royal Navy vstoupil v roce 1883 jako kadet. V roce 1912 v hodnosti kapitána velel 2. flotile torpédovek. V roce 1913 byl povýšen na komodora a převzal velení všech flotil torpédoborců v Home Fleet. Jeho vlajkovou lodí byl lehký křižník Amethyst.
Jako velitel Harwichské skupiny se účastnil bitvy u Helgolandské zátoky v srpnu 1914 a bitvy u Dogger Bank v lednu 1915. Během bitvy u Jutska v roce 1916 byla Admiralitou Harwichská skupina držena v pozadí.
V roce 1918 po něm byla pojmenována hora Mount Tyrwhitt v kanadských Skalnatých horách
V letech 1927–1929 byl velitelem britských námořních sil v Číně.
V letech 1930–1933 byl velitelem v Nore.
V roce 1934 byl povýšen na admirála.